# Krępina
Krępina (prononciation : [krɛmˈpina]) est une localité polonaise de la gmina de Sława dans le powiat de Wschowa de la voïvodie de Lubusz dans l'ouest de la Pologne.
Elle se situe à environ 8 kilomètres au nord-ouest de Sława (siège de la gmina), 25 kilomètres au nord-ouest de Wschowa (siège de le powiat) et 34 kilomètres à l'est de Zielona Góra (siège de la diétine régionale).

## Histoire
Après la Seconde Guerre mondiale, avec la mise en œuvre de la ligne Oder-Neisse, le territoire de la localité est intégré à la République populaire de Pologne. La population d'origine allemande est expulsée et remplacée par des polonais.
De 1975 à 1998, la localité appartenait administrativement à la voïvodie de Zielona Góra.

Depuis 1999, elle appartient administrativement à la voïvodie de Lubusz